# Secular Hymns
 (mars 2018).
Albums de Madeleine Peyroux
The Blue Room
(2013)
Secular Hymns est un album de Madeleine Peyroux sorti en 2016.

## Titres de l'album
1. Got You on My Mind
2. Tango Till They're Sore
3. The Highway Kind
4. Everything I Do Gonna Be Funky
5. If the Sea Was Wiskey
6. Hard Times Come Again No More
7. Hello Babe
8. More Time
9. Shout Sister Shout
10. Trampin